# Liste der Naturdenkmale in Graal-Müritz
Die Liste der Naturdenkmale in Graal-Müritz nennt die Naturdenkmale in Graal-Müritz im Landkreis Rostock in Mecklenburg-Vorpommern.

## Naturdenkmale
| Bild | Nr. | Bezeichnung | Standort                                            | Beschreibung | Schutzzweck | Verordnung    |
| ---- | --- | ----------- | --------------------------------------------------- | ------------ | ----------- | ------------- |
| BW   |     | Stieleiche  | beim Stromgraben (54° 14′ 52,3″ N, 12° 13′ 24,8″ O) |              |             | 23. Okt. 1986 |
| BW   |     | Stieleiche  | Dünenweg (54° 15′ 29,2″ N, 12° 14′ 32,4″ O)         |              |             | 23. Okt. 1986 |